# Derbonne
Derbonne är ett vattendrag i Schweiz. Det ligger i den sydvästra delen av landet, 80 km söder om huvudstaden Bern.
Trakten runt Derbonne består i huvudsak av gräsmarker. Runt Derbonne är det ganska tätbefolkat, med 214 invånare per kvadratkilometer.